# WWW – Die Witzigsten Werbespots der Welt
WWW – Die witzigsten Werbespots der Welt war eine Fernsehsendung, bei der internationale Werbespots im Rahmen einer Stand-up-Comedy präsentiert wurden. Die Sendung wurde von 1996 bis 2008 auf dem deutschsprachigen privaten Fernsehsender Sat.1 ausgestrahlt.

## Hintergrund
Die erste Staffel wurde im Jahr 1996 produziert und seitdem von Fritz Egner moderiert. Die letzte Folge mit ihm wurde am 14. November 2004 ausgestrahlt und erreichte einen Marktanteil von 15,5 Prozent.
Ab 2005 übernahm der Bielefelder Comedian Ingo Oschmann. Verpackt in klassische Stand-up-Comedy präsentierte und kommentierte Oschmann Werbespots aus aller Welt. Ein Großteil der Spots lief zuvor nie im regulären deutschsprachigen Werbefernsehen und wurde synchronisiert oder mit Untertiteln vorgestellt. Die beworbenen Produkte waren nur teilweise in Mitteleuropa erhältlich.
Das Dekor des Fernsehstudios ähnelte dem eines Clubs. Die Aufzeichnungen erfolgten vor jeweils rund 100 Zuschauern, denen die Werbespots live vorgeführt wurden. Die Reaktionen der Zuschauer sollten die „Club-Atmosphäre“ verstärken.
Titelmusik der Sendungen war seit 2005 Pump it von den Black Eyed Peas.
Im Jahr 2008 lief die 13. und vorerst letzte Staffel von Die witzigsten Werbespots der Welt.